# 环球音乐 (中国)
環球音樂（中國）(英語：Universal Music China) 是環球音樂在中国大陆地区的業務，現時公司正式註冊名稱為正東音樂娛樂諮詢（北京）有限公司（英語：Go East Music Entertainment Consulting (Beijing) Limited），股權方面由環球唱片 (香港) 全資擁有，旗下除環球唱片外，另設有Republic唱片中國、EMI唱片、寶麗金唱片、Capitol唱片中國四個品牌。

## 歷史
環球音樂在中國的業務最早可以追溯到2004年，环球在上海成立天韵文化。从此，开始进入了中国大陆市场。同年，和SMG合作成立合资子公司：上腾娱乐。主办大型电视个唱比赛《我型我秀》。第一届《我型我秀》冠军张杰成为环球唱片在中国大陆的第一位签约歌手。除了制作专辑和培养艺人之外，環球音樂（中國）同时曾代理福茂唱片在中国大陆的唱片发行。

## 關連公司
- 上海上腾娱乐有限公司
- 正东音像制品贸易（上海）有限公司
- 正东音乐娱乐咨询（北京）有限公司
- 上海天韵文化发展有限公司
- 上腾娱乐（Sum Entertainments）
- 天韵文化（Towing Music）
- 环球音乐（上海）娱乐有限公司

## 旗下歌手

### 環球唱片（中國）
| 男歌手                  | 男歌手    | 男歌手 |
| ----------------------- | --------- | ------ |
| 葛東琪                  | 郭頂      | 刀郎   |
| 克里斯蒂安·科斯托夫     | 鄧典果DDG | 劉歡   |
| 女歌手                  |           |        |
| 曲婉婷                  | 薩頂頂    | 陳梓童 |
| 張立萍                  |           |        |
| 組合                    |           |        |
| 聲入人心男團Super Vocal |           |        |

### 宝丽金唱片
| 男歌手      |
| ----------- |
| 谢子阳      |
| 女歌手      |
| 贺三        |
| 組合        |
| Hey Brother |

### Republic唱片
| 男歌手        | 男歌手 | 男歌手 |
| ------------- | ------ | ------ |
| John Dai 戴合 | 田燚   | 杨天宁 |
| 女歌手        |        |        |
| 贾子叶        | 薛黛霏 | 何元馨 |
| 张辰微 VIA    | 金海心 |        |

### 代理發行
| 男歌手              | 男歌手 | 男歌手 |
| ------------------- | ------ | ------ |
| MATZKA （十一音樂） |        |        |
| 女歌手              |        |        |
| 阿爆 （十一音樂）   |        |        |

## 已解約歌手

### 上腾娱乐
- 师洋
- 君君
- 张杰
- 苟伟
- 袁成杰
- 贾青
- 朱杰
- 王啸坤
- 薛之谦
- 俞思远
- 高娅媛
- 马海生
- 马璐
- 刘维
- 唐汉霄
- 罗开元
- 赵英俊

### 天韵文化
- 梦洁
- 韩寒
- 韩雪
- 黄龄
- 刀郎
- 王思思

### 环球唱片
- 吉克隽逸
- 郝云
- 孟慧圆（已轉投心喜文化）
- 歐陽娜娜（已轉投索尼音樂）
- 彭海桐
- 吳亦凡
- 蔡健雅
- 陳立農
- Sunnee（已轉投RCA唱片）

### 曾合作单位

#### 少城时代
- 张靓颖
- 曹格
- 王铮亮
- 潘辰
- 杨幂

1. ↑  .   [2024-01-08]. （原始内容存档于2024-01-08）.